# إقليم بريشوف
إقليم بريشوف (Prešovský kraj) هو واحد من الثمانية أقاليم التي تشكل الجمهورية السلوفاكية.
يقع الإقليم في الشمال الشرقي لسلوفاكيا مجاورا للحدود البولندية والأوكرانية.

## المناطق والمدن التابعة لإقليم بريشوف
يقسم الإقليم إلى ثلاثة عشر منطقة تضم أكثر من 666 بلدية.
- برديوف (بالإنجليزية: Bardejov)
- بريشوف (بالإنجليزية: Prešov)
- بوبراد (بالإنجليزية: Poprad)
- سابينوف (بالإنجليزية: Sabinov)
- ستارا لوبوفنا (بالإنجليزية: Stará Ľubovňa)
- ستروبكوف (بالإنجليزية: Stropkov)
- سفيدنيك (بالإنجليزية: Svidník)
- سنينا (بالإنجليزية: Snina)
- فرانوف ناد توبلوا (بالإنجليزية: Vranov nad Topľou)
- ليفوتشا (بالإنجليزية: Levoča)
- ميدزيلابورتسى (بالإنجليزية: Medzilaborce)
- كيجماروك (بالإنجليزية: Kežmarok)
- هوميني (بالإنجليزية: Humenné)